# Estêvão Velianovski
Estevão (em macedônio: Стефан, nascido: Stoian Velianovski, em macedônio: Стојан Вељановски; 1 de maio de 1955, Dobrushevo, Mogila, RSF da Iugoslávia (hoje na Macedônia do Norte)) é o Primaz da Igreja Ortodoxa Macedônia, Arcebispo de Ocrida e Macedônia e Justiniana Prima, Metropolita de Escópia desde 1999.

## Biografia

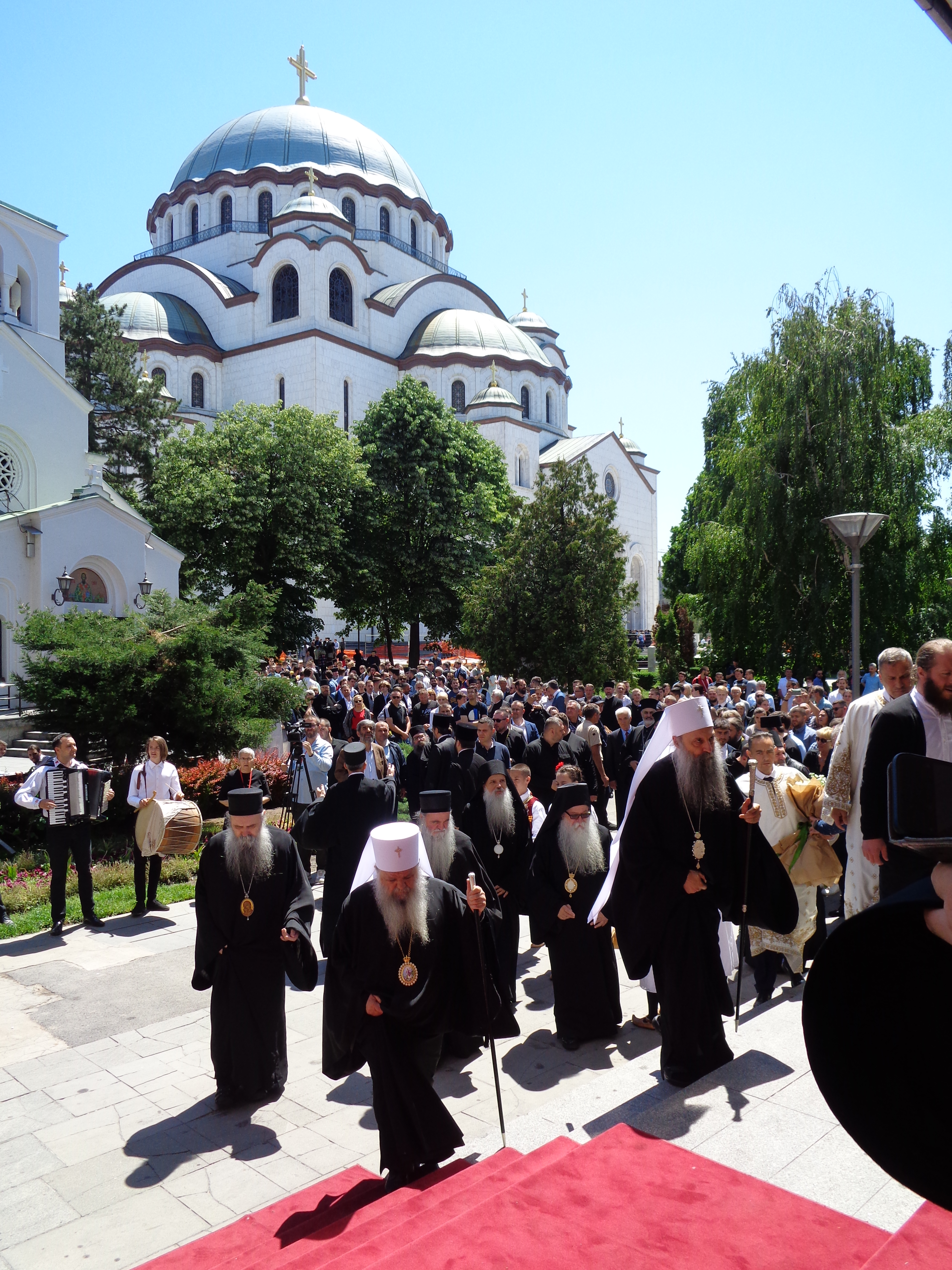
Belgrade, 19.5.2022.

Estevão nasceu em 1º de maio de 1955 na aldeia de Dobrushevo, Bitola, como Stojan (Velianovski), em uma família patriarcal ortodoxa macedônia, como o sexto filho de seus pais, Tale e Stojanka.
Depois de terminar a escola primária, no outono de 1969, ele se matriculou no Seminário Teológico Ortodoxo Macedônio "São Clemente de Ocrida" em Dracevo, Skopje, concluindo em 1974, e depois estudou na Faculdade Ortodoxa de Belgrado.
Depois de se formar, em 1979, o Santo Sínodo dos Bispos da Igreja Ortodoxa Macedônia o nomeou professor no Seminário Teológico Ortodoxo Macedônio "São Clemente de Ocrida", e no ano seguinte foi enviado para estudos de pós-graduação no Instituto Ecumênico-Patrológico "São Nicolau" em Bari - Itália, onde obteve seu mestrado em 1982.
Depois de voltar da Itália, foi nomeado professor na Faculdade de Teologia Ortodoxa "São Clemente de Ocrida" em Skopje, nas disciplinas de Sagrada Escritura e Patrologia, cargo do qual foi eleito hierarca da Igreja Ortodoxa Macedônia.
Foi ordenado monge em 3 de julho de 1986 no Mosteiro de São Naum de Ocrida, em Ocrida, foi ordenado bispo em 12 de julho de 1986 na igreja de São Demétrio, em Skopje, como Metropolita de Zletovo-Strumica, e após a divisão da diocese, foi nomeado Metropolita da Diocese de Bregalnica, com sede em Stip.
Nos anos seguintes, além do trabalho da Faculdade Teológica Ortodoxa, foi editor-chefe do jornal "Church Life", e também atuou como reitor do Seminário Teológico Ortodoxo Macedônio, em Skopje, no período de 1991 -1999, e porta-voz do Santo Sínodo dos Bispos.
Na Assembleia do Povo da Igreja, realizada em 9 de outubro de 1999, na Catedral de "Santa Sofia" do antigo Arcebispado de Ocrida, em Ocrida, ele foi eleito e, em 10 de outubro de 1999, foi entronizado como o quinto primaz da Igreja Ortodoxa Macedônia e desde então tem desempenhado seu dever: Arcebispo de Ocrida e Macedônia e Justiniana Prima, e ao mesmo tempo é o hierarca competente da Diocese Ortodoxa de Skopje.